# Habeas
Habeas is een geslacht van weekdieren uit de klasse van de Gastropoda (slakken).

## Soorten
- Habeas corpus Simone, 2013
- Habeas data Simone, 2013
- Habeas priscus Simone, 2013